# Chkalova (Briujovétskaya, Krasnodar)
Chkalova (del ruso: Чкалова) es un jútor del raión de Briujovétskaya del krai de Krasnodar en el sur de Rusia. Está situado en la orilla izquierda del río Beisuzhok Izquierdo, afluente del río Beisug, 2 km al sur de Briujovétskaya y 81 km al norte de Krasnodar, la capital del krai. Tenía 96 habitantes en 2010
Pertenece al municipio rural Briujovétskoye.